# Ampelisca fageri
Ampelisca fageri är en kräftdjursart som beskrevs av John J. Dickinson 1982. Ampelisca fageri ingår i släktet Ampelisca och familjen Ampeliscidae. Inga underarter finns listade i Catalogue of Life.